# Публий Стертиний Кварт
Публий Стертиний Кварт (на латински: Publius Stertinius Quartus) e политик и сенатор на Римската империя през края на 1 и началото на 2 век.
През 112 г. той е суфектконсул заедно с Тит Юлий Максим Манлиан Брокх Сервилиан Авъл Квадроний Луций Сервилий Вация Касий.